# モモアカノスリ
モモアカノスリ（腿赤鵟、Parabuteo unicinctus）はタカ目タカ科に分類される猛禽の一種。日本ではこの和名よりも、英名をカタカナ読みしたハリスホークの名で知られる。
英名 Harris's Hawk はオーデュボンにより、同じ鳥類学者で彼のパトロン、さらには友人でもあったエドワード・ハリスへの献名として付けられた。

## 分布
アメリカ合衆国南西部からチリ南部、アルゼンチン中央部まで。人為移入はされていないが、近年イギリスでかご抜けした個体が野外で繁殖しているといった報告がある。本種の野生個体数は生息地における環境破壊により低減しているが、場所によっては新たに進出した地域があることが知られている。

## 形態

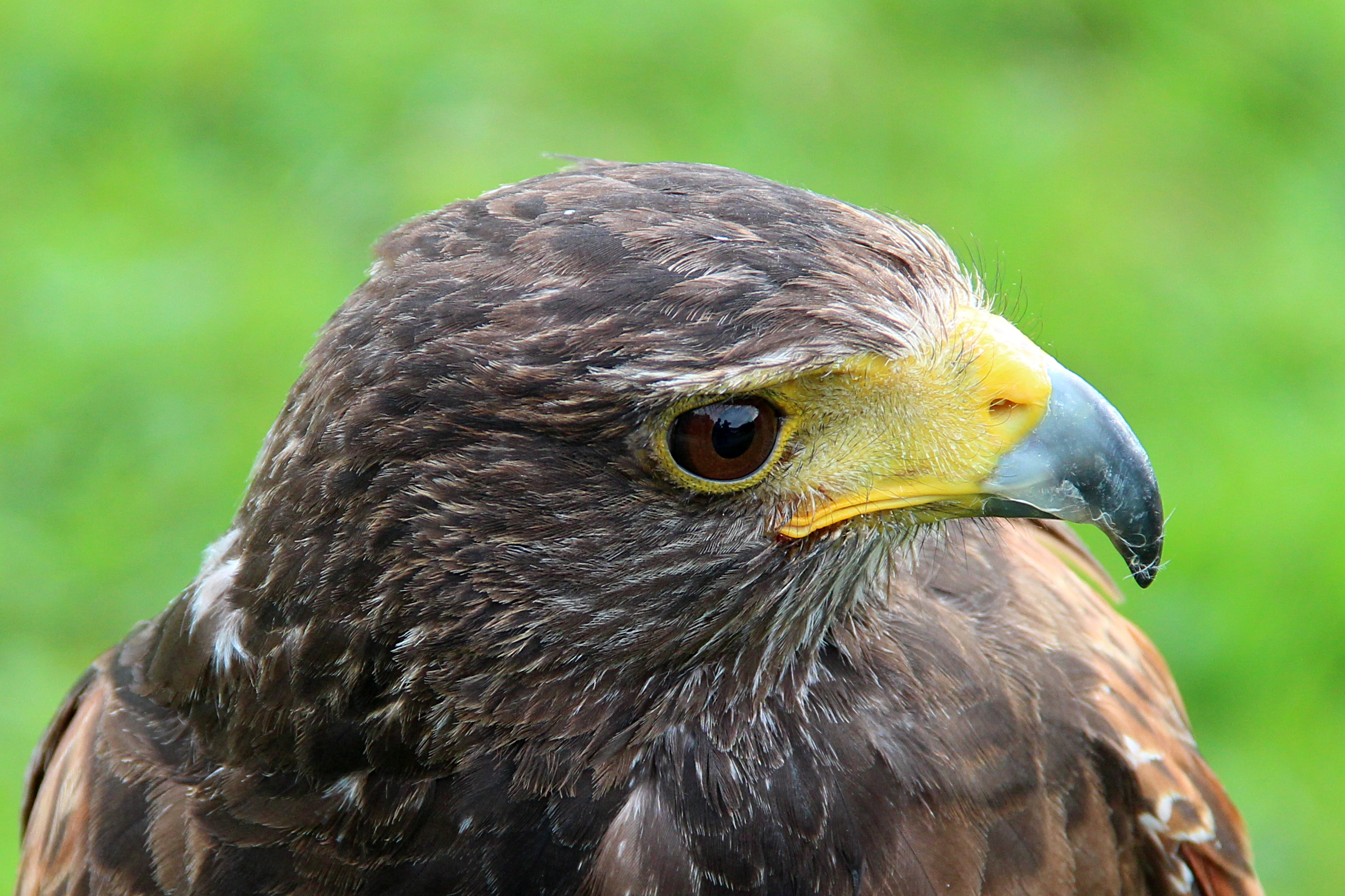
肖像

成鳥の体長は46-76cm、翼長は110cm。
約40%の個体に性的二形が見られ、メスの方がオスよりやや大きい。体重は、アメリカ合衆国での統計によるとオスは平均して約710g、一方メスは1020g以上になる。羽色は黒褐色で肩、翼の裏側、腿が赤みがかり、
尾端と尾の基部は白、脚と蝋膜は黄色い。とても不快な声で鳴く。
幼鳥は成鳥に似るが、全体的に縞っぽくなる。飛翔時には翼の下側が茶色と黄褐色の縞になっているのがよく見える。

## 生態
主に疎林や半砂漠域に生息し、地域によっては木が疎らに生えた沼地などにも住む。南米ではマングローブの生える河口湿地にも生息する。留鳥であり渡りはしない。
小鳥、トカゲ、哺乳動物、および大きな昆虫など、さまざまな生き物を捕食する。体に比較すると大きなノウサギのような獲物を狩ることもあるが、これは本種が他の猛禽類に類例を見ない社会性を有しており、2-6羽の群れで狩りを行う。この習性は獲物の少ない砂漠の気候に適応した結果と考えられている。ふつう、猛禽類はどの種も通常単独で狩りを行い、繁殖期もしくは渡りのとき以外に群れることはない。
またそれゆえ本種は様々な猟法にも長けており、その一つが馬跳び leapfrog と呼ばれる猟法である。これは、まず小さな群れが前方を飛んで獲物を探し、続いて後方の群れが前へ出て獲物を探すといった猟法で、獲物をしとめて分け合うまで続けられる。また獲物の周囲をぐるりと取り囲んで、一羽ずつ獲物に攻撃を仕掛けるといった狩りも行う。
多化性であり、年に2-3回繁殖する。本種はメス1羽、オス2羽の計3羽で営巣していることがよくあり、そのメスがどちらのオスとも交尾するので一妻多夫制なのかどうか議論されている。巣はメスが主となって小さな木、低木の茂み、またはサボテンに懸けられる。本種の大きさに較べるとややこぢんまりしており、外側には木の枝や根、茎といった素材を用い、中に葉、こけ、樹皮及びひげ根などが敷かれる。2-4個の白または薄青白い地色に薄茶もしくはグレーの小斑点のついた白い卵が産みつけられ、抱卵は主にメスが担当し31-36日も経てば孵化する。孵ったばかりのヒナは当初薄黄色だが5-6日も経つと濃い茶色に変わる。ヒナは孵化後 38 日目には巣から離れるようになり、45-50日も経つと羽が生えそろい飛ぶようになる。巣立った若鳥は長いときは3年間親と共に行動し、弟や妹の世話を見る。

## 亜種
一属一種でParabuteo 属は本種のみから構成される。属名はラテン語のノスリ buteo に、「近い」という意味のギリシャ語の接頭辞 para を付けたもので、種小名の uni は「唯一の」、cinctusはガードルの意味で尾を取り巻く白い帯を指したものである。地域変異により3亜種に分類される。
- P. u. harrisi

アメリカ合衆国のテキサス州、メキシコ東部。中央アメリカに多産する。
- P. u. superior

アメリカ合衆国のバハ・カリフォルニア、アリゾナ州、メキシコのソノラ州及びシナローアに産する。尾と翼が基亜種より長く、体色が基亜種より黒化するとされている。しかし、その根拠となった報告はオス5個体とメス6個体の標本から得られたに過ぎないと言われており、後の研究では、当初考えられたような大きな差異は見られないと結論されている。その他緯度の違いから生じたクラインであるといった説も唱えられている。
- P. u. unicinctus

基亜種。もっぱら南米に産する。北米産種より小型。

## 人間との関係

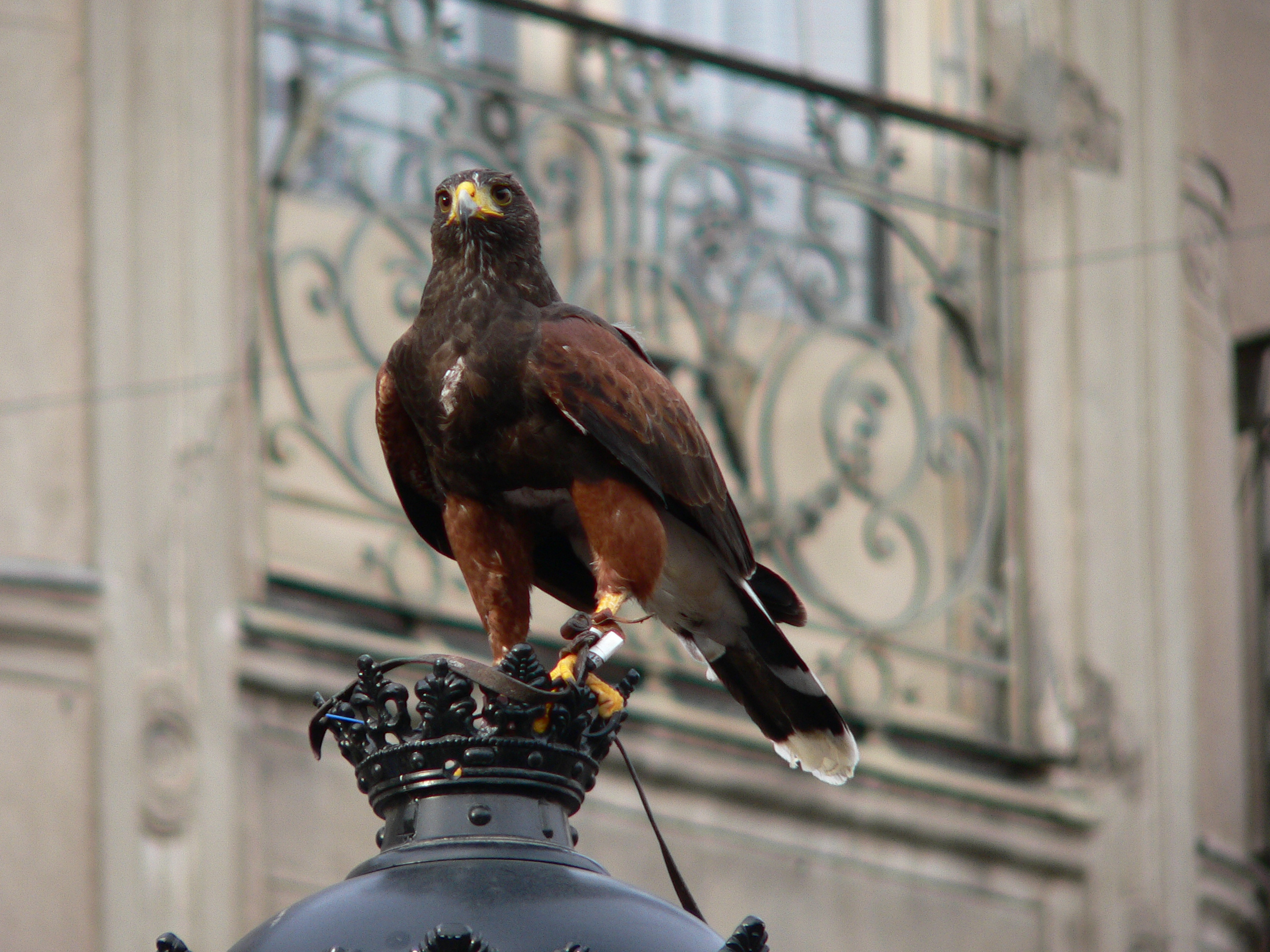
ハトよけ用に飼われる成鳥
マドリッドのセルバンテス広場にて

社会性という特異な性質を持つため、愛玩鳥として飼い易く、猛禽の入門種とまで言われる。訓練もしやすくて、飼い主の愛情にも応えることから、1980年以降、本種は鷹狩によく用いられるようになり、現在ではアジアを除いたアメリカ、ヨーロッパ、中東において鷹狩に用いられるもっとも一般的なタカになっている。
鷹狩においては本種を2羽以上用いるのがしばしば効果的とされる（対照的に他の猛禽では互いに相手を狩るため、同種であってもほとんどの場合一緒に飛ばすことができない）。獲物が血飛沫をあげると、このタカは獲物をさらに追い詰めるため互いに死角を補いあったりする。 幸いなことに、本種は人間をも仲間と認めてくれるため、鷹匠が獲物を取り上げるときはそれぞれ木に止まって休みを取る。
アメリカ合衆国南西部の砂漠では、本種が積み重ね stacking と呼ばれる行動をすることが観察されている。これは2-3羽の鳥が同じ木の枝それぞれに止まる行動で、 研究者によると、このときより群れの中で優位にある鳥は、実際には一番下の枝に止まっている個体であるとされている。というのも動物行動学によると、群れの中で順位の低い鳥が、それより順位の高い鳥に接近されると、その鳥は枝を捨て高い順位の鳥にそこを譲り、その一本か二本上の枝に移るからである。つまりこの場合、地上にいる鷹匠が群れの中で最優位にあるとタカ自身も認識しているわけである。
よく訓練された場合、本種はオオタカなみに容易にウサギを捕らえ、時にはキジさえ狩ることがある。しかし自然環境下における獲物は上述したように小さな齧歯動物や爬虫類である。
鷹狩り用とは別に、ヨーロッパの街中にはびこるカワラバトやホシムクドリを追い払うのにも使用されている。また多くの空港において、滑走路周辺から鳥を威して追い払い、バードストライクの危険を減少させるために鷹匠を雇っている。